# Anat Hoffman
Anat Hoffman (nascida em 1954) é um ativista israelense e atua como Diretora Executiva do Centro de Ação Religiosa de Israel, também conhecido como IRAC. Ela é a diretora e membro fundadora do Nashot HaKotel, também conhecido como Women of the Wall. Hoffman é ex-membro do Conselho Municipal de Jerusalém. Em 2013, o jornal israelense Haaretz a nomeou "Personalidade do Ano", observando que o prêmio refletia "o destaque que ela conquistou em todo o mundo judaico nos últimos 12 meses". O Jerusalem Post a listou em quinto, entre sua lista dos 50 judeus mais influentes, por trazer vigorosamente e com sucesso a questão dos direitos das mulheres no Kotel à "vanguarda da consciência do mundo judaico".

## Carreira

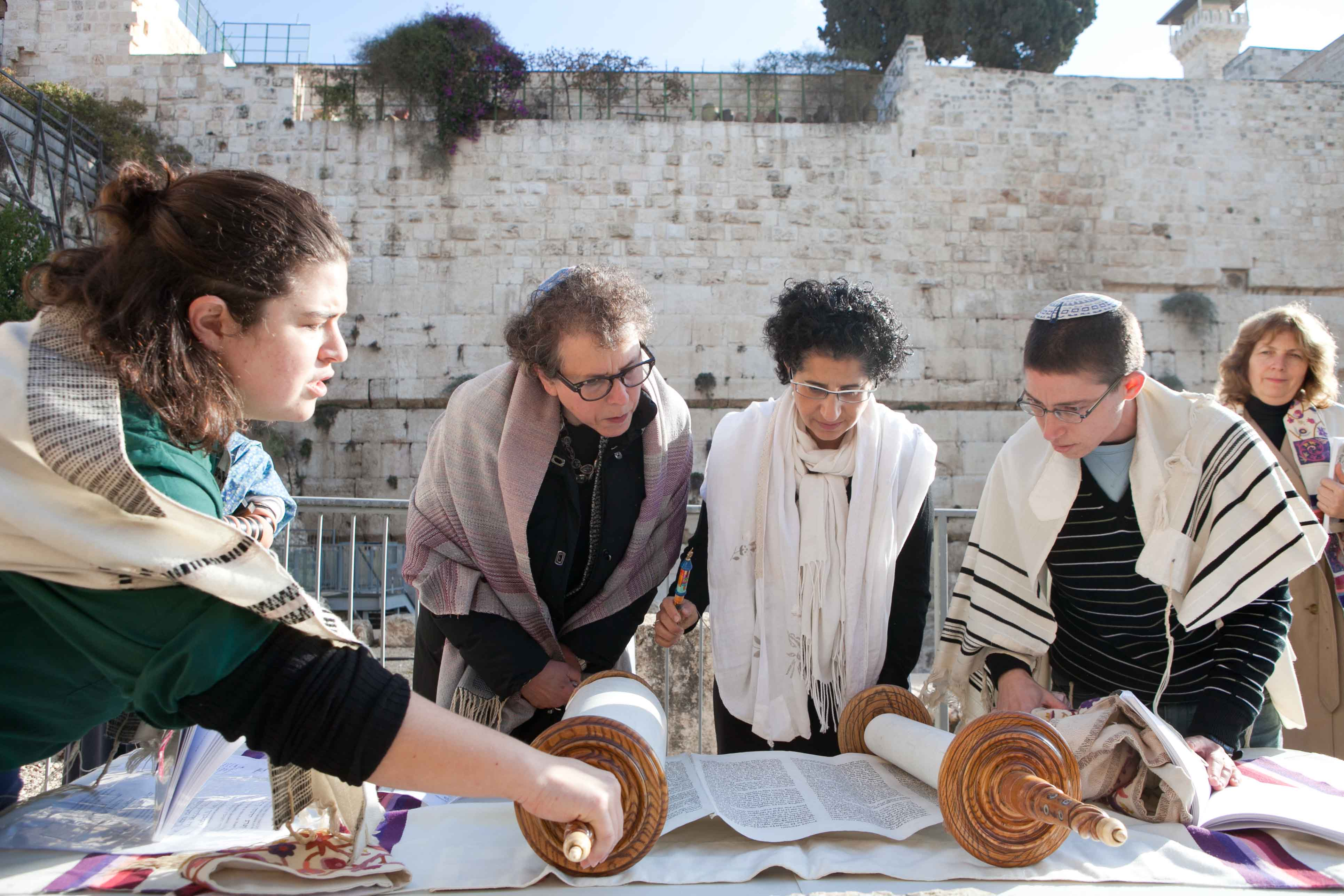
Anat Hoffman observando uma leitura WOW da Torá

Retornando a Israel, ela se tornou uma ativista pelo pluralismo religioso, envolvendo-se na fundação da Kol Haneshema, uma reforma ou sinagoga progressista em Jerusalém. Ela serviu no Conselho Municipal de Jerusalém de 1988 a 2002, representando o Movimento pelos Direitos Civis e pela Paz.
No final da década de 1980, ela liderou uma campanha pelos direitos do consumidor em relação à Bezeq, a empresa israelense de telecomunicações que detinha o monopólio, e se recusou a oferecer contas detalhadas aos clientes. Hoffman reclamou, em nome dos consumidores, que eles estavam pagando por itens que não haviam usado. No final, ela prevaleceu e Bezeq emitiu contas detalhadas para os clientes.
Anat Hoffman é presidente da Sociedade de Ciganos Domari em Jerusalém. Além disso, antes dos acordos de Oslo de 1993, Hoffman era a presidente da Women in Black, um movimento internacional de mulheres contra a guerra com cerca de 10.000 ativistas em todo o mundo. O primeiro grupo foi formado por mulheres israelenses em Jerusalém em 1988, após a eclosão da Primeira Intifada.
Ela era membro do grupo que fundou Women of the Wall em dezembro de 1988, o qual é um grupo de mulheres de todo o mundo que está trabalhando para garantir o direito de rezar à sua maneira no Muro das Lamentações, usando xales de oração e outras vestimentas religiosamente significativas, cantando e lendo a Torá coletivamente. Quando a Suprema Corte de Israel decidiu a favor delas, líderes ortodoxos e rabinos protestaram contra a decisão. Presa várias vezes por usar um xale de oração no Muro, Hoffman foi defendida pela Liga Anti-Difamação, que emitiu um comunicado dizendo que os relatos de seu tratamento, nas mãos da polícia israelense, eram especialmente perturbadores.
Desde 2002, Hoffman atua como Diretora Executiva do Centro de Ação Religiosa de Israel, que foi fundado em 1987 como o braço de defesa pública e legal do movimento pelo Judaísmo Progressista em Israel. É dedicado a promover igualdade, justiça e liberdade religiosa.